# Cenopalpus eriobotryi
Cenopalpus eriobotryi är en spindeldjursart som beskrevs av Hatzinikolis 1969. Cenopalpus eriobotryi ingår i släktet Cenopalpus och familjen Tenuipalpidae. Inga underarter finns listade i Catalogue of Life.